# Kobe Doin' Work
Kobe Doin' Work è un documentario del 2009, diretto da Spike Lee.

## Trama
Il documentario racconta un giorno nella vita del celebre cestista statunitense Kobe Bryant, precisamente il 13 aprile 2008, giorno che vedeva la sfida tra Los Angeles Lakers e San Antonio Spurs. Lo stesso Bryant offre un commento azione per azione della partita e delle esclusive riprese negli spogliatoi.